# Tele 5
Tele 5 (inaczej: Piątka) – polska ogólnotematyczna stacja telewizyjna. Dociera do ok. 24 milionów potencjalnych widzów. Stacja nadaje FTA, dostępna jest w ofercie wszystkich platform cyfrowych oraz w większości sieci kablowych.

## Historia
Stacja Tele 5 zadebiutowała na rynku 19 kwietnia 2002, o godzinie 20:00 zastępując kanał Super 1. Stacja nadaje program o charakterze rozrywkowym, jakiego znaczną część stanowią filmy i seriale, emitowane równolegle/wraz z serialami Polonii 1. Ponadto stacja emituje filmy dokumentalne, często poświęcone kontrowersyjnym tematom, a także programy dla miłośników sportów ekstremalnych. Obok produkcji kina europejskiego i amerykańskiego, stacja prezentuje autorskie programy publicystyczne, kulturalne, rozrywkowe i kulinarne. Od września do listopada 2012 na antenie Tele 5 były transmitowane wyścigi samochodowe niemieckiej serii DTM oraz włoskiej serii Superstars. Od 5 listopada 2012 roku stacja nadaje także w jakości HD.
30 czerwca 2016 roku stacja została umieszczona w multipleksie lokalnej telewizji TVT, a 17 lipca pojawiła się także w multipleksie stacji TVL - te niekodowane przekazy stacji zaczęły jednak znikać od 2017 roku. Od 1 czerwca 2020 roku stacja jest dostępna w TV Mobilnej Cyfrowego Polsatu (MUX-4) z kilkudziesięciu nadajników zastępując kanał TVN Style - przekaz jest jednak kodowany z racji nieposiadania przez Tele 5 polskiej koncesji, która wygasła w 2020 roku. 27 maja 2022 została stamtąd usunięta.